# Palacio de los Deportes de Sevilla
El Centro Deportivo San Pablo, apodado como Palacio de los Deportes, es un complejo de propiedad municipal ubicado en el Polígono de San Pablo, Sevilla, y gestionado por el Ayuntamiento. Costó 800 millones de pesetas y fue inaugurado en 1987. En 1991 se realizó una ampliación de 1300 millones de pesetas.

## Características

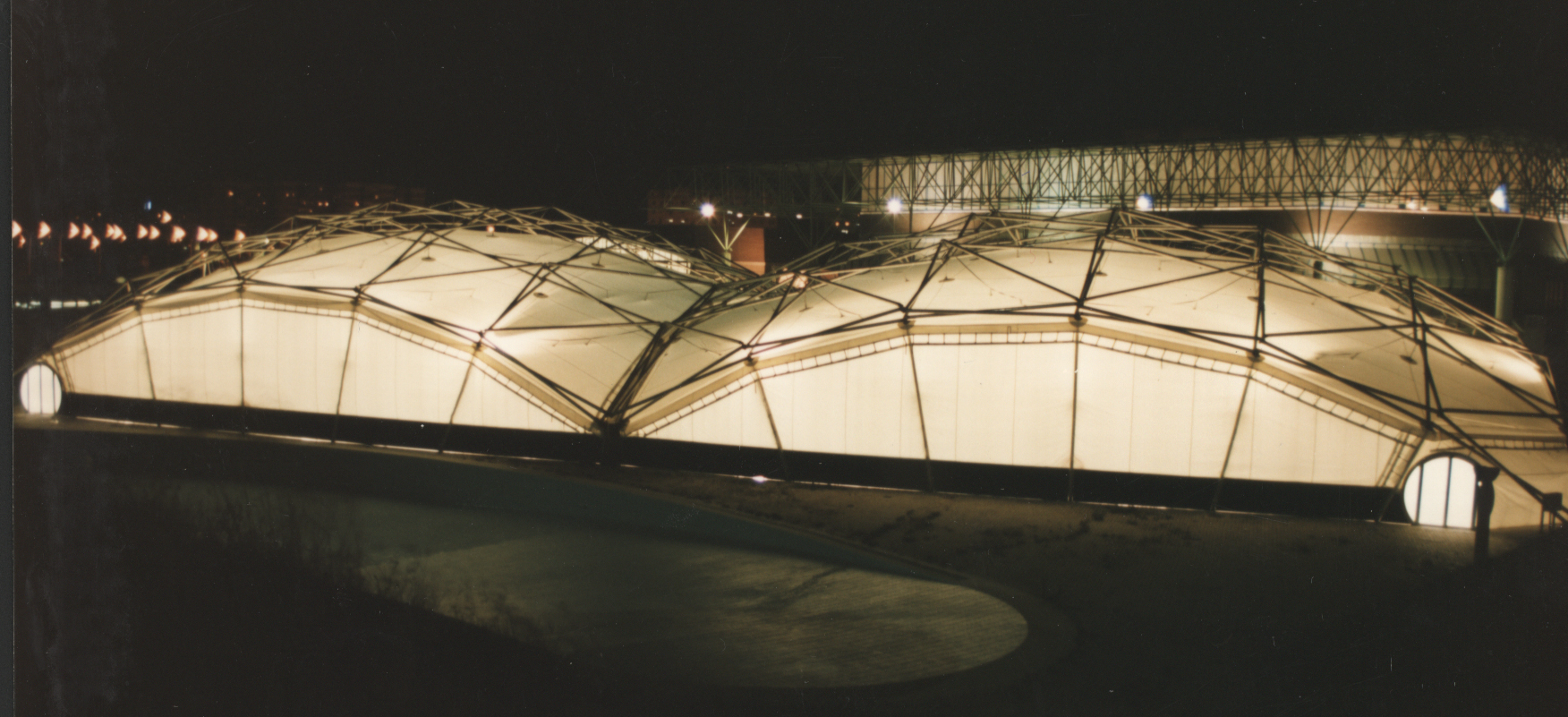
Vista nocturna de la piscina olímpica de 50 metros, cubierta. No disponible desde el año 2007, y con continuas promesas de rehabilitación irreales.

El pabellón principal tiene un aforo de 7626 espectadores, ampliable hasta 10 000. Cuenta con una pista deportiva divisible en varios espacios para diferentes deportes.
En el anexo hay gimnasio, dos piscinas (una cubierta de 25 metros y otra infantil), casa del ajedrez, salas para mantenimiento físico, aeróbic, fitness, sala de musculación, salas multiusos, salón de actos, sala de reuniones y vestuarios.
En la parte exterior hay una pista de atletismo, campo de rugby de hierba natural, tres pistas de pádel, una piscina de 50 al aire libre climatizada (no está operativa desde el año 2007 que se rompió la carpa por un temporal), una piscina recreativa de playa, una piscina de saltos de 20x25 metros con trampolines, un rocódromo, una clínica médica, una cafetería y aparcamientos.

## Principales eventos deportivos que ha albergado

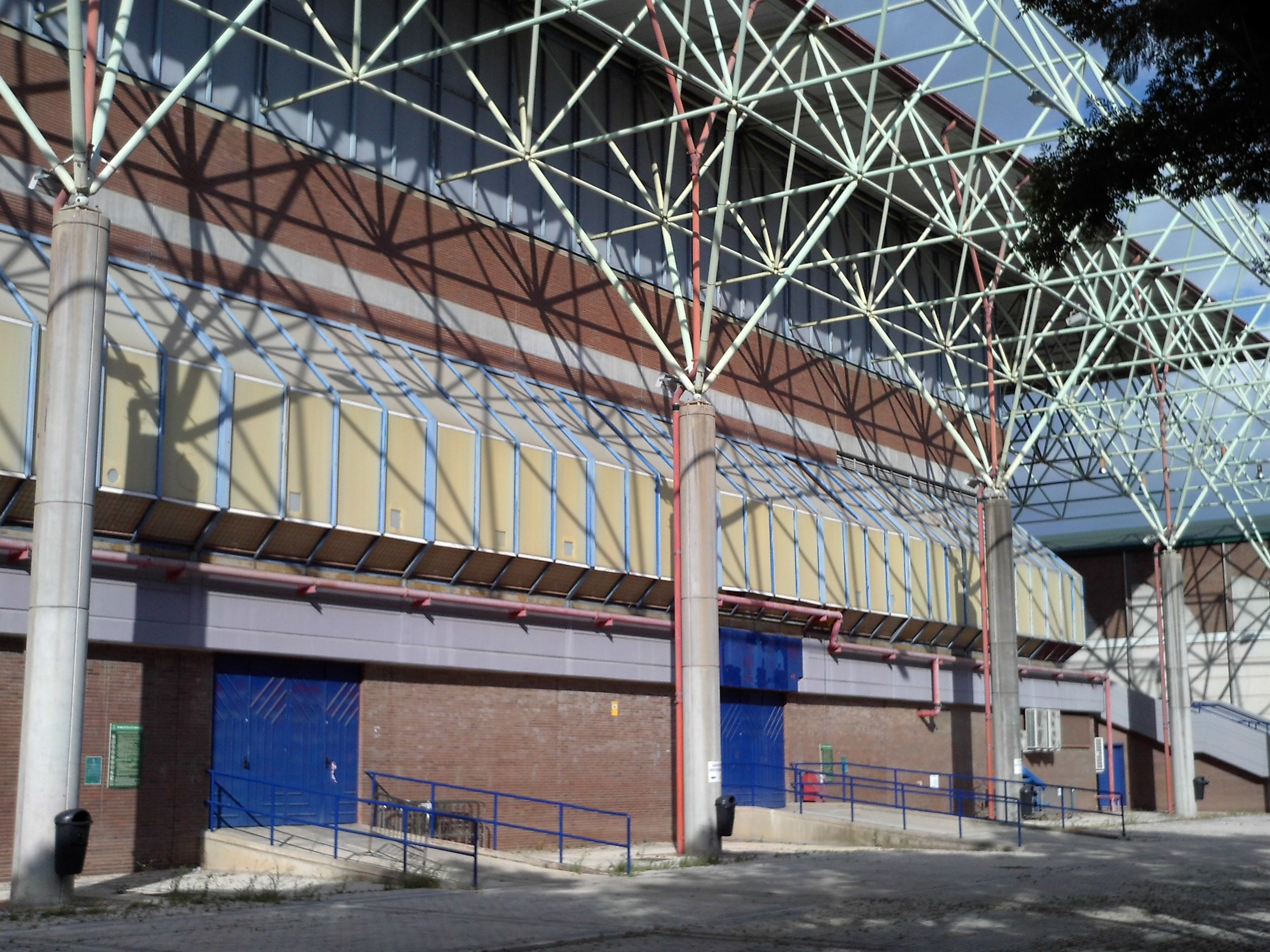
Polideportivo

- Campeonato Mundial de Atletismo en Pista Cubierta (1991).[3]
- Campeonato de Europa de Balonmano (1996).[9]
- Campeonato Europeo de Natación (1997).[10]
- Campeonato Mundial de Gimnasia Rítmica (1998).
- Copa del Rey de Baloncesto (1998).
- Torneo Preolímpico de Tenis de Mesa (2000).
- XIII Copa del Mundo de Saltos de Natación (2002).
- Campeonato de España por Clubes (2007).
- Campeonato de España de Clubes de Kárate (2007).
- Eurobasket (2007).
- Copa de la Reina de Baloncesto (2008).
- XVI Campeonato Nacional de Cricket por Equipos (2009).
- Mundial de Balonmano (2012).
- Mundial de Baloncesto (2014).
- BISFED 2017 SEVILLE WORLD OPEN.

| Predecesor: Budapest Sportcsárnok Budapest 1989 | Sede del Campeonato del Mundo de Atletismo Sevilla 1991 | Sucesor: Rogers Centre Toronto 1993 |